# Чехия на «Евровидении-2009»

## Отборочный тур
30 января Чешское телевидение объявило, что группа Gipsy.cz представит Чехию на конкурсе песни «Евровидение 2009». Голосование прошло с 1 по 14 марта. 21 марта была презентована песня-победитель.

## Результаты
Чешский представитель не прошёл в финал, занял последнее место в полуфинале. Не набрал ни одного очка, при почти исключающей ноль очков системе голосования (последний "ноль" был в 2004 году).